# Páduai Szent Antal-templom (Vértestolna)
A Páduai Szent Antal-templom 1746-1748 között épült római katolikus plébániatemplom a Győri egyházmegye legkeletibb fekvésű településén, a tatai espereskerülethez tartozó, három egyházmegye határán fekvő Vértestolnán. Barokk stílusú, műemlék épület.

## Története
A templom utcasorban elhelyezkedő, szabadon álló, egyhajós, poligonális szentélyzáródású építményként épült, a szentély felett kontyolt nyeregtetővel, 1746-1748 között. Délnyugat felé néző főhomlokzata és homlokzati középtornya 1788-ban nyerte el mai formáját, Grossmann József tervei alapján, Gött Antal kivitelezésében. Jelenleg a templom műemléki védelem alatt áll, 2646 törzsszámon és 6500 KÖH azonosítószámon. A szentély északi oldalához a későbbiekben sekrestye is épült. A vértestolnai templom legutóbbi átfogó felújítása 2011-ben zajlott, részben pályázati támogatásból; a felújított épületet advent első vasárnapján szentelte újra Pápai Lajos győri püspök.

## Berendezése
A templom főoltára 1752-ben készült, az oltárkép Páduai Szent Antalt ábrázolja, kezében az Oltáriszentséggel; szószékkel 1760 óta rendelkezik a templom. Egy manuálos, nyolc regiszteres orgonáját Josef Loyp bécsi orgonakészítő mester építette, 1858-ban. Az oltár jobb oldalán Szent Sebestyén, bal oldalán Szent Vendel szobra áll, ezek mellett a templomban látható még Szűz Mária, Jézus Szentséges Szíve és Páduai Szent Antal szobra is. A keresztúti stációk képei alatt német nyelven olvashatók az egyes állomások nevei. A torony harangjai közül a legnagyobbat Szlezák László öntötte Budapesten 1950-ben, míg a kisharangot és a lélekharangot F. V. Rincker öntötte az Ecclesia Harangművek Részvénytársaság csepeli öntödéjében 1925-ben.

## A templom jelene
Vértestolna egyházközségének 2011-ig helyben lakó lelkésze volt, Markó Gyula személyében. A plébános azonban 2011. augusztus 1-jével nyugállományba vonult, azóta a tolnai hívek lelki gondozását oldallagosan a tatai Szent Imre-plébánia mindenkori plébánosa látja el.